# Into the Sun
Into the Sun to debiutancki album muzyczny Seana Lennona, wydany 19 maja 1998 roku przez wytwórnię Grand Royal. Płyta została wydana po okresie muzycznej współpracy Seana z japońskim duetem muzycznym Cibo Matto, którego jednym z twórców była partnerka Seana - Yuka Honda. Jest ona także producentem płyty i występuje na niej jako muzyk. Sam Lennon podkreślał, że płyta była "zainspirowana przez moją dziewczynę".

## Lista utworów
1. "Mystery Juice"
2. "Into the Sun"
3. "Home"
4. "Bathtub" (S. Lennon, Yuka Honda)
5. "One Night"
6. "Spaceship" (S. Lennon, Timo Ellis)
7. "Photosynthesis"
8. "Queue" (S. Lennon, Y. Honda)
9. "Two Fine Lovers"
10. "Part One of the Cowboy Trilogy"
11. "Wasted"
12. "Breeze"
13. "Sean's Theme"
14. "Intermission" (ścieżka bonusowa w japońskiej wersji albumu)
15. "5/8" (ścieżka bonusowa w japońskiej wersji albumu)

## Twórcy
- Sean Lennon - wokal, gitara, gitara basowa, perkusja, instrumenty klawiszowe, organy Hammonda, pianino, melotron, drumla, harmonijka, instrumenty perkusyjne
- Miho Hatori - wokal, instrumenty perkusyjne
- Walter Sear - wokal
- Greg Ribot - flet
- Dave Douglas - trąbka
- Josh Roseman - puzon
- John Medeski - organy Hammonda
- Brad Jones - gitara basowa
- Timo Ellis - perkusja, gitara elektryczna, gitara basowa, chórki
- Kenny Wollesen - perkusja, shaker
- Chaki - talerze
- EJ Rodriguez - instrumenty perkusyjne
- Yuka Honda - sekwencjonowanie, sampling, gitara, wibrafon, instrumenty klawiszowe, pianino Rhodesa, organy Hammonda, Farfisa, automat perkusyjny, specjalnie spreparowane pianino (z pinezkami wbitymi w młoteczki), dzwonki, melotron, instrumenty perkusyjne, wokal